# EU-Beamter
EU-Beamte oder Beamte der Gemeinschaft sind Bedienstete der Europäischen Union, die bei einem der Organe der Gemeinschaften durch eine Urkunde der Anstellungsbehörde dieses Organs nach den Vorschriften des Statuts der Beamten der Europäischen Gemeinschaften unter Einweisung in eine Dauerplanstelle zum Beamten ernannt worden sind.
Sie nehmen unterschiedliche Aufgaben wahr und prüfen beispielsweise EU-Beitrittskandidaten und erstatten Bericht. Die Beamten arbeiten etwa für die Europäische Kommission, das Europäische Parlament oder den Rat, in dem die Mitgliedstaaten vertreten sind. Sie genießen Immunität in Zusammenhang mit der Ausübung ihres Amtes. EU-Beamte sind je nach ihrer Behörde mit der Ausführung und Kontrolle von europäischem Recht betraut und arbeiten dabei oft mit den Mitgliedstaaten zusammen. So überwacht die Kommission die Einhaltung der EU-Verträge und kann dabei gegen Unternehmen ebenso rechtlich vorgehen wie gegen einzelne Regierungen.
Die EU-Beamten gehören zum europäischen öffentlichen Dienst.

## Europäisches Dienstrecht
Das europäische öffentliche Dienstrecht (kurz: das europäische Dienstrecht) hat im Bereich des öffentlichen Dienstrechts sowie bei der Entwicklung individualschützender Grundsätze in der Richterrechtsprechung eine Vorreiterrolle eingenommen. Zu nennen sind hier die Grundsätze der Gleichbehandlung, das Diskriminierungsverbot, die Fürsorgepflicht der Anstellungsbehörde, die verwaltungsrechtliche Selbstbindung, der Vertrauensschutz und der Grundsatz von Treu und Glauben; auf Verfahren bezogen kommen das Anhörungsrecht und die Begründungspflicht hinzu.
Dem europäischen Dienstrecht wird eine starke Ausstrahlung auf die Angleichung des innerstaatlichen Dienstrechts und eine Vorbildrolle bei der europäischen Integration zugesprochen.

## Status
EU-Beamte werden vom Europäischen Amt für Personalauswahl (European Personnel Selection Office – EPSO) ausgewählt. Ihre Rechte und Pflichten ergeben sich aus dem Statut der Beamten der Europäischen Gemeinschaften, erlassen aufgrund von Art. 336 AEUV durch das Europäische Parlament und den Rat.
Die Gehaltsentwicklung ist nach einem Indexverfahren gemäß der Kaufkraftentwicklung festgelegt.
EU-Beamte und diejenigen Bediensteten, die aufgrund von Dienstverträgen beschäftigt sind (Agents contractuels), sind von den durch das jeweilige Arbeits- oder Sozialrecht ihres Entsendungs- oder Wohnlandes gegebenen Schutzbestimmungen ausgenommen. Das Auswärtige Amt empfiehlt deutschen Bewerbern daher die soziale Absicherung für Arbeitslosigkeit, Krankheit, Pflege, Rente für den Fall ihrer Rückkehr nach Deutschland zu prüfen und eine freiwillige Arbeitslosenversicherung, eine Anwartschaft bei der gesetzlichen oder privaten Krankenversicherung, eine freiwillige Pflegeversicherung und ggf. freiwillige Nachzahlungen zur deutschen Rentenversicherung in Betracht zu ziehen.
In der Personalvertretung Union syndicale sind 1.067 der 10.000 EU-Beamten zusammengeschlossen, die in Luxemburg beschäftigt sind.
EU-Beamtengehälter (nicht jedoch andere Einkommensarten von EU-Beamten, z. B. Mieteinnahmen oder Zinsen) sind von nationalen Einkommensteuern befreit. Stattdessen unterliegen die Beamtengehälter einer progressiven Gemeinschaftssteuer, die abhängig vom Gehalt zwischen 8 und 45 Prozent liegt und wieder dem EU-Haushalt zugeführt wird.
Das Gemeinsame Krankheitsfürsorgesystem für die Organe der Europäischen Gemeinschaften (GKFS) sichert im Ruhestand befindliche Beamte sowie gemäß Statut unterhaltsberechtigte Personen. Es stützt sich auf Beiträge der aktiven und pensionierten (aus dem Dienst ausgeschiedenen) Mitglieder sowie auf Beiträge der Organe in ihrer Eigenschaft als Arbeitgeber. Nach Angabe der Gewerkschaften gibt es private Zusatzversicherungen, um die Lücken dieser Absicherung zu überbrücken.
Für Streitigkeiten zwischen den Gemeinschaften und ihren Beamten war zunächst gem. Art. 91 des Statuts der Europäische Gerichtshof (EuGH) zuständig (Art. 270 AEUV). Mit Beschluss vom 2. November 2004 hatte der Rat das Gericht für den öffentlichen Dienst der Europäischen Union errichtet, indem er von der durch den Vertrag von Nizza eingeräumten Befugnis Gebrauch machte, dem Gericht erster Instanz beigeordnete gerichtliche Kammern zu schaffen, die in besonderen Bereichen im Vertrag vorgesehene gerichtliche Zuständigkeiten ausüben. In Anbetracht des Anstiegs der Zahl der Rechtsstreitigkeiten und der überlangen Bearbeitungszeit für die beim Gericht anhängigen Rechtssachen wurde es zum 1. September 2016 aufgelöst und seine Zuständigkeit auf den EuGH übertragen.

## Anzahl
Die Gesamtzahl der Bediensteten wird von der ESPO für das Jahr 2022 mit über 60.000 angegeben.
| Organ oder Einrichtung                        | Beschäftigte/Dienstposten |
| --------------------------------------------- | ------------------------- |
| Europäisches Parlament                        | 8.132                     |
| Rat der Europäischen Union                    | 3.119                     |
| Europäische Kommission                        | 32.169                    |
| Gerichtshof der Europäischen Union            | 2.247                     |
| Europäische Zentralbank                       | 3.500                     |
| Europäischer Rechnungshof                     | ca. 900                   |
| Europäischer Auswärtiger Dienst               | 4.643                     |
| Europäischer Wirtschafts- und Sozialausschuss | ca. 700                   |
| Ausschuss der Regionen                        | 329                       |
| Europäischer Bürgerbeauftragter               | 75                        |
| Europäische Datenschutzbeauftragte            | 124                       |